# Боровский, Александр Давидович
Алекса́ндр Дави́дович Боро́вский (род. 1 января 1952, Ленинград) — советский и российский искусствовед, куратор, заведующий Отделом новейших течений Государственного Русского музея, заслуженный деятель искусств Российской Федерации (1998), член Санкт-Петербургского отделения АИС.

## Биография
Окончил факультет теории и истории изобразительного искусства Института живописи, скульптуры и архитектуры имени Репина. В 1987 году защитил кандидатскую диссертацию «Русский театральный плакат, 1870—1970-е годы: становление, основные тенденции, современная проблематика».
В Государственном Русском музее с 1989 года заведует отделом новейших течений, курирует основные программы дирекции по репрезентации актуального искусства, в том числе проект «Музей Людвига в Русском музее» — экспозиция дара семьи Людвигов — и серию выставок современного западного искусства.
Член жюри премий «Инновация», «Премия Кандинского», «Премия Сергея Курёхина», «Ars Fennica».
Лауреат премии Сергея Курехина (2012), премии Кандинского (2017).
Автор более 400 работ по истории искусства XX века, а также критических статей и статей в каталогах по современному искусству.

## Библиография

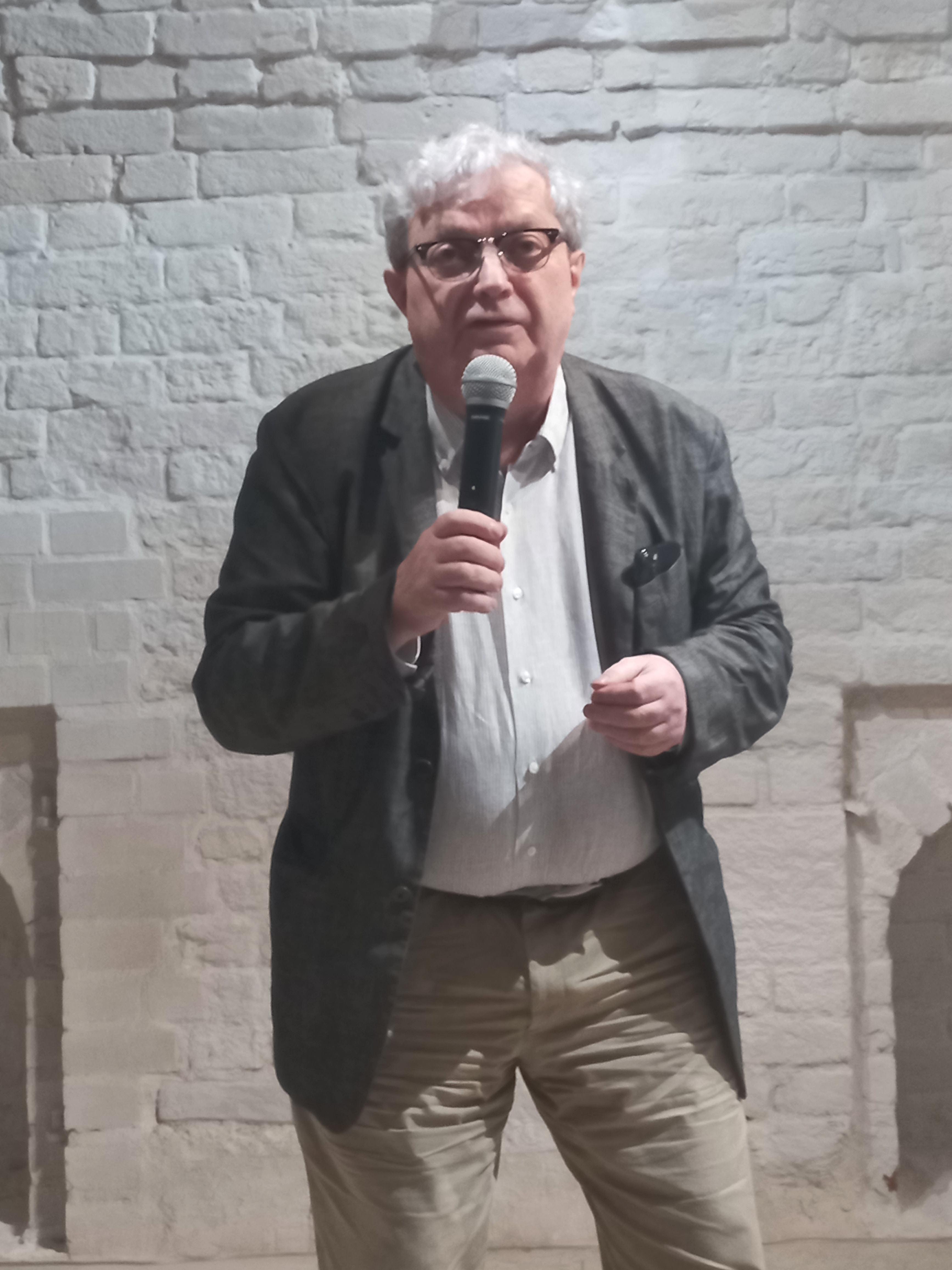

### Книги
1. Е. Е. Лансере. — Л.: Художник РСФСР, 1975.
2. Советский театральный плакат. — Л.: Аврора, 1977.
3. Владимир Малагис. — Л.: Художник РСФСР, 1987.
4. Цепь романов. Русское искусство прошедшего века. — СПб: Эрви, 2001.
5. Силуэты современных художников. — СПб: Издательство Ивана Лимбаха, 2003. — 376 с.
6. A Master of Return // Sheila Isham: Catalogue. — СПб: Palace Editions, 2005.
7. Boris Chetkov, Across all Barriers. — Santa Fe: Pushkin Group, 2006.
8. Практически не изящные искусства. — Амфора, 2009. — 480 с. — ISBN 978-5-367-01154-8.
9. Близкое чтение. — М.: Новое литературное обозрение, серия "Очерки визуальности", 2009.
10. Длинная выдержка. Статьи о современной фотографии / Музей истории фотографии. — СПб: MACHINA, 2010. — 224 с. — ISBN 978-5-90141-073-8.
11. История искусства для собак. — СПб: Амфора, 2012. — 128 с. — ISBN 978-5-367-02164-6[2].
12. Северный  грифель: Статьи о графическом (1978–2012). Изд. Свободные художники Петербурга. СПБ., 2012.
13. Кое-какие отношения искусства к действительности. Конъюнктура, мифология, страсть. М., Центрполиграф. 2017.
14. Как-то раз Зевксис с Паррасием. Современное искусство. Практические наблюдения.М., Центрполиграф.
15. История искусства для собак.  Арка. СПБ., 2018 ( переиздание, расширенное).
16. Разговоры об искусстве (Не отнять). М.: АСТ, 2017.
17. Художники моего времени. Групповой портрет с автором. СПБ. Изд. им. Н.И.Новикова. 2018.
18. Полвека современного искусства. Пальмира. М.-СПБ. 2020.
19. Смешанная техника. СПБ-М., Пальмира/Проза. 2020.
20. После Авангарда: От символизма до реализмов. М.: Группа Компаний "РИПОЛ классик" / "Пальмира", 2020.
21. Карандашная манера.  СПБ-М. RURGAM- Пальмира. 2021.

### Детские книжки
- Чемодан, который гулял сам по себе. — СПб.: Амфора, 2014.
- Испорченный телефон. — СПб.: Амфора, 2014.
- Ластик и листик. — СПб.: Амфора, 2014.
- Шапочный ветер. — М.: ИД «Городец», 2018. — 80 с. — ISBN 978-5-906815-68-2

### Статьи
- Б. Малаховский. Вст. статья к сб. воспоминаний о художнике. Л., Художник РСФСР, 1978.
- Б. Власов. Вст. ст. и сост. кат. М., Сов. художник, 1982.
- Вера Матюх. - Советская графика, вып.9. М., Сов. художник, 1985.
- О жанре путешествий.- Детская литература,1986, №2.
- Евгения Магарил.- Советская графика, вып.10, М., 1986.
- Искусство периода блокады как историко-художественная проблема.- Музей, вып.8, Сов. художник, 1987.
- В.Малагис и “Круг художников”.- Сов. живопись, вып.9. М., Сов. художник, 1987.
- Открыть дверь! (Газа-Невская культура). - Творчество,1988, № 7.
- Очеловеченная техника (В. Тамби).- Творчество, 1989,№6.
- Художник  И.Лизак.- “Творчество”, 1989,№ 1.
- Emigre Artists as a Problem of Cultural History . In: Transit. Russian Artists between the East and West . Fine Arts Museum of Long Island, Eduard Nakhamkin Fine Arts, State Russian Museum. 1989.
- The Leningrad Experience . В кат. выставки: In the USSR and Beyond. Stedelijk Museum, Amsterdam, 1990. (на англ. и голл.).
- Плакат модерна. - Музей, вып. 10, Сов. худ., 1990.
- Двадцать пятая станция. В кат. : Йозеф Бойс. Внутренняя Монголия. ГРМ.,1992. Изд. Билд Кунст, Бонн.
- Non-conformist Art in Leningrad. In:  Art of the Soviets.  Painting , Sculpture and Architecture in One-Party State. 1917-1992. Manchester University Press, 1993.
- Сonceptual Photography in the Russian Museum.-  Art Journal, 1994, №2.
- Идея цвета. В кн.: Rupprecht Geiger. Cantz,1995 ( на нем. и рус.). Книга опубл. в связи с выставкой  в ГРМ и др.  музеях).
- Preface. In:  Silent Screams from the Russian Underground. Council for Сreative Projects, 1995.
- Leningrader Erfarunger .   In : Positionen. St. Petersburger    Kunst von 1970 bis heute. Herausgeber K. Вecker, B. Straka. Kiel, 1995.
- Вадим Воинов. Мост через Стикс. СПБ, Деан. 1994. ( на рус. и англ.).
- Немецкий неоэкспрессионизм. В кн.: Райнер Феттинг и современники из коллекции Мартина Сандерса. ГРМ, Музей Людвига в Русском музее. Palace Edition, 1995 ( на рус. и нем.)
- Коллекционирование как форма коммуникации. Коллеция Бар-Гера и русский андеграунд. В кн.: Нонконформисты. Второй русский авангард 1955-1988. Собрание Бар-Гера. WIENAND, 1996.
- The Helnwein Passion. In: Gottfried Helnwein.The State Russian Museum, Ludwig Museum in the Russian Museum. Palace Edition. SPB.1997.
- Code-name “ Pixel “ . In: George Pusenkoff. Simply Virtual. Mannheimer Kunstverein, 1998.( на нем ., англ., русском).
- Max Penson in Uzbekistan. - History of Photography, Spring 1998. ( Vol. 22).
- Fortunate Timkov. In: N. E. Timkov. Pushkin Collection, Albuquerque, New Mexico, 1998.
- Sledopyt ( The Pathfinder). In: Dmitri Plavinsky. In Search of Italy. Mimi Ferzt Gallery. N-Y., 1998.
- The Role of the Collector in Contemporary  Russian Culture and Russian Art Collections in the West. In : Forbiden Art. The Postwar Russian Avantgard. D.A.P., N-Y, 1998.
- Ein AuBenseiter, der die Nase vorn hat...: Boris Savelev. Momente der Dauer, ifa-Galeraie, Bonn-Berlin, 1999.
- Осуществленная жизнь. Вместо предисловия. В кн.: С.Ласкин, А.Ласкин. Музыка во льду или портрет художника К.Кордобовского.СПБ, ДИКО Петербург ГмбХ, 2000.
- Борис Смирнов : преждевременный концептуалист. - Новый мир искусства. № 4, 2000.
- Ксения Хаузнер : поиск понимания. В кн.: Ксения Хаузнер. Зона борьбы. ГРМ. Музей Людвига в Русском музее. 2000.
- Freeze, Die, Revive .- In : Natalia Nesterova: Russian Wanderings. IntArt Press , N-Y. , 2000.
- Sankt Petersburg –die stadt der gegensatze. - Iskusstwo 2000. Neue kunst aus Moskau, St. Petersburg und Kiew. Kunstverein Rosenheim, 2001.
- Меланхолия вещей. Вст. статья.  В кн.: Роберт Хойссер. Фотографии. Edition Braus. 2000.
- В сторону Брускина. В кн.: Гриша Брускин. Всюду жизнь. Palace Editions, 2001 ( на англ. и рус.)
- "Замри, усни, воскресни". Абстрактное искусство в России. В кн.: Абстракция в России. Palace Editions. т2. 2001.
- Феномен Михаила Шварцмана : язык и реальность. - НоМИ, 2001, №5.
- The Picture is Calling. In : Jorg Immendorff. All Things Have The Tendency  to Change, exh. cat., St. Russian Museum,Palace Editions ,2001.
- Serge Essaian. In: Serge Essaian. Peintures, Sculptures, Dessings. Palace Editions. 2002.
- Памяти Т.П. Новикова. В кн.: Тимур Новиков. М., Сканрус, 2003.
- Послание Зорана Музича. В кат. : Зоран Музич. Живопись и графика 1947 – 1987. Из собрания Патти Кадби Берч. М., ГМИИ им. А.С.Пушкина, 2003.
- Слово. К выставке М.Карасика «Автопортрет». СПБ, 2003. Перепечатка. В кн.: Михаил Карасик. Серия «Авангард на Неве».СПб., 2008.
- Опыт преображения материала. В кн.: Ирина Затуловская. Опыты. Palace Editions, 2003.
- Tobreluts’ Theatre. In : Emperor and Galilean. Olga Tobreluts. The Henrik Ibsen Foundation, 2003.
- Дэмиан Херст. В : От колыбели до могилы. Избранные рисунки Дэмиана Херста. Издано в связи с выставкой в ГРМ. Брит. Совет, other Criteria, 2003.
- Галаджев. Вст. ст. к альбому «Петр Степанович Галаджев». М., Маска Gallery, 2003.
- Dieter Blum. Cathedrals of the Body. Museum the Moscow House of Photography. Palace Editions, 2004.
- Неизвестный Ленинград. В кат.: «Неизвестный довоенный Ленинград. Живопись и графика ленинградских художников довоенного периода». Art-divage, М., 2004.
- Метаморфозы жанровой установки. В кн.: Домашние и дикие. Анималистика в русском искусстве 18-20 века из собрания Государственного Русского музея. Palace Editions, 2004.
- Архаист – новатор. В кат.: Евгений Чубаров. Возвращение к беспредметному. Palace Editions. 2004.
- Художник возврата. В кат. выставки в ГРМ: Борис Заборов. Живопись, работы на бумаге, скульптура. Галерея Балуа, Париж, 2004.
- Трудноуловимый Гороховский - В кат. Выставки  Э.Гороховский. Границы прямоугольника – мое безграничное пространство. ГРМ, Музей Людвига в ГРМ., Palace Editions, 2004.
- Эдуард Штейнберг // Эдуард Штейнберг/Eduard Steinberg  / На русском и английском языках; вступление Евгения Петрова; вступление Александр Морозов; статья Жан-Клод Маркадэ; статья Александр Боровский; перевод на английский Кеннет Макиннес; перевод с французского Владимир Марамзин. — СПб.: Государственный Русский музей, Palace Editions, 2004. — С. 15—23. — ISBN 3-935298-91-9.
- Closer to the Body. - In: Beyond Memory. Soviet Nonconformist Photography and Photo-related Works of Art. The Jane Voorhees Zimmerly Art Museum and Rutgers University Press. 2004.
- Норматив Гаврильчика. - В кн.: Владлен Гаврильчик. Авангард на  Неве. СПБ., 2004.
- Vasily Golubev. Master Russian expressionist. The Pushkin Group, Albuquerque, New Mexico, 2005.
- Between Past and Future. – In : Russia! Nine Hundred years of Masterpieces and Master Collections. Guggenheimmuseum. N-Y., 2005.
- Иосиф Шванг: «художник, китаец-русский-немец, православный». – Н0МИ, 2006, №1., 2006.
- Между бытописанием и летописанием. – В кат.: Татьяна Назаренко. Исчезающая реальность. Palace Editions. 2006.
- Фигуринский народец. – В кн.: Елена Фигурина. ITF ART. СПб., 2006.
- Die Einsamkeit des Langstreckenlaufers.  In : Igor Sacharow-Ross. Abgebrochene Verbindung. Museum moderne Kunst Passau – Stiftung Worlen. 2006.
- Школа Филонова. В кат.: Филоновцы : от МАИ до поставангарда. Галерея Арт-Диваж. М., 2007.
- Творцы канона. – В кн.: AES. AES+F. Palace Editions. 2007.
- Matt Lamb : Beneth an Umbrella of Hope. In : Matt Lamb. Palace Editions Europe. 2007.
- Венера Советская. Вст. ст. к книге «Венера Советская». К 90-летию Великой Октябрьской социалистической революции. Palace Editions, 2007.
- Надежное присутствие. В кн.: Александр Ситников. Гос. Третьяковская галерея. Колодзей Арт Фаундейшн.М., книгиwam. 2007.
- Ольга Булгакова: код допуска. В кн.: Ольга Булгакова. Гос. Третьяковская галерея. Колодзей Арт Фаундейшн.М., книгиwam. 2007.
- Семейка Чепменов.- В кат.: Джейк и Динос Чепмены.Твой разум – это пожирающий тебя кошмар. Теперь жри ты… Галерея Триумф, Москва, 2007.
- Заметатель следов. В кат. : Аркадий Петров. Рай с Кремлём. Palace Editions. 2007.
- Несколько штрихов к портрету Юрия Савельевича Злотникова. В кн.: Юрий Злотников. Palace Editions, Graficart. 2008.
- Необъективность. В кат.: Анатолий Белкин. Необъективность. Выставочный центр «Нарвский замок», Нарва. 2008.
- Компьютер, и немножко нервно. В кн.: Пузенков.Who is Afraid. Московский музей современного искусства. 2008.
- The Gruen Collection. In : The Claude and Nina Gruen Collection of Contemporary Russian Art. Jane Voorhees Zimmerly Art Museum. Rutgers, The State University of New Jersey, 2008.
- Тот самый Бруй. – В кат.: Вильям Бруй. Palace Editions.2009.
- Новый Копейкин. В кн.: Николай Копейкин. М., Мир кино, 2009.
- Всюду жизнь. В кат.: Владимир Титов. Palace Editions. 2009.
- Наблюдатель Одноралов. В кат.: Михаил Одноралов. Ретроспекция. Palace Editions. 2010.
- Удар кисти. В кн.: Удар кисти. «Новые художники» и некрореалисты 1982 – 1991. Palace Editions. 2010.
- Наблюдатель Одноралов // Михаил Одноралов. Ретроспекция : каталог выставки в ГРМ. – СПб.: Palace Editions, 2010.
- Удар кисти // Удар кисти. «Новые художники» и некрореалисты 1982 – 1991: каталог выставки в ГРМ. – СПб.: Palace Editions, 2010.
- Коллекция: личный аспект. Вступительная статья // Всегда другое искусство. Избранные произведения из собрания Виктора Бондаренко : каталог. – М. : Книги wam, 2010.
- Сигналы Рухина // Евгений Рухин / Серия «Авангард на Неве». – СПб., 2010.
- Новый экономизм // Артхроника.  – 2010. – № 3.
- «Avant, après, maintenant» // Serge Essaian. Baigneurs, Plongeurs, ets. – Paris : Editions galerie de Buci, 2010.
- О природе изображенных вещей и о природе изображения вещей // Николай Смирнов. Вечное возвращение : каталог выставки в ГРМ. – СПб. : Palace Editions, 2010.
- Долгие крики // Артхроника. – 2010. – № 5.
- Предисловие // Новый музей. Собрание Аслана Чехоева : каталог коллекции Нового музея. – 2010.
- Буря над Гинтовтом // Алексей Беляев-Гинтовт. Парад Победы 2037 : каталог / Галерея «Триумф». – М., 2010.
- Энергия преломления // Э. Беккерман. Рай. – СПб. : Palace Еditions, 2010.
- Эрик Петерс: антестад как антидот // Эрик Петерс. Световые игры : каталог выставки в ГРМ. – СПб. : Palace Editions, 2010.
- Попытка комикса // Русский комикс : сб. ст. – HЛО, 2010.
- Богач, бедняк // Олег Яковлев. Большое цветное наслаждение : каталог выставки / Lazarev gallery. – 2010.
- Станция «Химки-2» // Александр Виноградов.  Владимир  Дубосарский. На районе : каталог выставки / Галерея «Триумф». – М., 2010.
- Ширма. Выставка Ю. Александрова / Anna Nova. – 2011.
- Окштейн и Vanitas // Шимон Окштейн. Потерянное Рождество: каталог / Галерея «Триумф». – М., 2011.
- Майофис и медведь // Григорий Майофис. Художник и модель: опыты прочтения: каталог выставки / Новый музей. – СПб., 2011.
- Некровызов // Некрореализм. Издание, приуроченное к одноимённой выставке в Московском музее современного искусства. – Maier, 2011.
- Неакадемичные заметки о Новой Академии // Новая Академия. Санкт Петербург: каталог / Фонд культуры «Екатерина». – М., 2011.
- «Прощай, оружие!» // Алексей Морозов. Antologia : каталог выставки в ГРМ. – СПб.: Palace Editions, 2011. (на рус. и на англ. яз.)
- Усмиренный историзм Жени Шефа // Женя Шеф. Слава нашего века : каталог выставки в ГРМ. – СПб.: Palace Editions, 2011. (на рус. и англ. яз.)
- Вступительная статья // Абсолютное оружие : каталог  выставки Т. Хенстлер / Галерея «Триумф». – М., 2011.
- Benetton’s Russian Collection // Looking Eastward : Catalogue. – SKIRA, 2011.
- О художнике этой книги // И. Тургенев в иллюстрациях Д. Боровского. – Vita Nova, 2012.
- La Collezione di Josef Kiblitsky // L’Arte contemporanea in Russia: Catalogue. – SPb.: Palace Editions, 2012.
- Художник в силе // Владимир Немухин. Живопись, графика, скульптура, фарфор: каталог. – М.: Бонфи, 2012.
- Все вибрации мира // Кристиан Шютц : каталог выставки в ГРМ. – СПб.: Palace Editions, 2012.
- Время Брускина // Гриша Брускин. Время «Ч» / Мультимедиа Арт Музей. – М., 2012.
- Венера Советская // Венера Советская: каталог / Русский музей. Выставочное объединение «Столица». – СПб., 2012.
- Неостановимая Тобрелутс // Ольга Тобелутс. Новая Мифология / Московский музей современного искусства. – М.., 2013.
- Расстановка страхов // Диалог искусств. – М., 2013. – № 1.
- Полемическая типология успехов // Искусство. Тем. номер «Успех». – М., 2013. – № 1.
- Муравьи не сдаются // Рождённые летать …и ползать: каталог выставки в ГРМ. – СПб.: Palace Editions, 2013.
- Observer of Living nature (A.Mitljananskaya) // Otten Kunst Raum. Transcriptions. Six Artists from Moscow. – Nurnberg : Verlag fur Modern Kunst, 2013.
- A man of Paper. (V.Orlow).  Ibid.
- Atlantis // Maxim Kantor. Atlantis / Palazzo Zennоbio. – Venice, 2013.
- The Art of Dealing with Demons (Oleg Tselkov) // Oleg Tselkov: Catalogue / ABA Gallery. – N-Y., 2013.
- Жил певчий дрозд // Борис Кочейшвили : каталог выставки в ГРМ. – СПб.: Palace Editions, 2013 (перепечатка в журнале «Диалог искусств», – М., 2013. – № 4).
- Любить по-русски // Красота без гламура : каталог выставки. – СПб.: Palace Editions, 2013.
- Меланхолическое предисловие // Анатолий Белкин. Работы 1973-2013 / KGallery. – СПб., 2013.
- Марина Федорова. Отражения. – СПб.: Lazarev Gallery, 2013.
- Texts // Alla Esipovich. That’s It : Catalogue – SPb.: Palace Editions,  2013.
- Леонид Чупятов // Ракурс Чупятова: каталог / Галерея «Наши художники». — М., 2013.
- Промывка оптики / Шимон Окштейн. Диалоги: каталог / KGallery. — СПб., 2013.
- Актуальный рисунок // Актуальный рисунок: каталог выставки в ГРМ. — СПб.: Palace Editions, 2013.
- По чёрной лестнице. К Лукке // Валерий Лукка: каталог выставки в ГРМ. — СПб.: Palace Editions, 2013.
- Веселое имя / Георгий Ковенчук (Гага) рисует «Клопа»: книга-альбом. Авт. вст. ст.: Ковенчук Г. В., Боровский А. Д., Парыгин А. Б. — СПб.: Изд. Т. Маркова. 2013. — 176 с., цв. ил. ISBN 978-5-906281-08-1
- Деревья по Марчу // Чарльз Марч. Интерпретация природы: каталог выставки в ГРМ. — СПб.: Palace Editions, 2013.
- Яшке // Владимир Яшке : каталог выставки в ГРМ. – СПб.: Palace Editions, 2013.
- Искусство Аладдина Гарунова // Аладдин Гарунов. Метафоры преодолеваемых расстояний: каталог выставки / Новый музей. – СПб., 2013.
- О бедной картинке замолвите слово… // Диалог искусств. – М.: 2014. – № 1.
- Латиф // Латиф Казбеков. Акварель, авторская бумага: каталог выставки в ГРМ. – СПб..: Palace Editions, 2014.
- Collection of Irina Stolyarova // Flying in the Wake of Light: Irina Stolyarova Collection Catalogue. – London, 2014.
- А. Совлачков // Александр Совлачков: альбом. – СПб., 2014.
- Петр Дик. – СПб. : Petronivs, 2014.
- Алена Кирцова // Алена Кирцова. Три выставки : каталог / Stella Art Foundation. – М., 2014.
- Собрание Д-2 // Советский фарфор между Октябрьской революцией и Отечественной войной. В трех томах. Т.3. – М.: Слово, 2014.
- Новые русские рассказчики // Новые рассказчики в русском искусстве ХХ – XXI веков : каталог выставки в ГРМ. – СПб.: Palace Editions, 2014.
- Коллекция Герона. Нонконформистское русское искусство // Сolleccio Gueron. Art Inconformista rus / Consorci museu d’art contemporani de Mataro. – Catalunya, 2015. (текст на англ., франц., исп. и рус. яз.).
- Круг Петрова-Водкина // Круг Петрова-Водкина. – СПб.: Palace Editions, 2015. (на рус. и англ. яз.).
- Архитектура снов // Эдуард Беккерман. За пределами снов : каталог выставки /  ММОМА. – М., 2015. (на рус. и англ. яз.)
- Андрей Ларионов и фарфор его времени // Андрей Ларионов. Фарфор. Живопись. Графика: каталог. – СПб.: Артколлекция,  2015.
- Гелий Коржев – архаист и новатор // Гелий Коржев: каталог / ГТГ. – М., 2016.
- О бедном телесном… // Диалог искусств. Спецпроект. Кураторский номер. – М., 2016.
- Концептуализированная архаика Резы Деракшани // Реза Деракшани. Ретроспектива : каталог выставки в ГРМ. – СПб.: Palace Editions, 2016.
- Foreword // Mehrdad Khataei. "Shadows" : Catalogue / Sophia Contemporary Gallery. – London, 2016.
- Corpus. Анатомический театр. – СПб.: Научно-исследовательский музей Российской академии художеств, 2016.
- Импровизатор // Владислав Мамышев-Монро в воспоминаниях современников. – М.., 2016.
- Sculpture of Maxim Kantor // Maxim Kantor. Family Versus Empire. Das Neue Bestiarium. –  Wienand, 2016.
- Александр Сколозубов – ленинградское время. – В кн.: Александр Сколозубов. СПБ.,2017.
- Оттаивание породы. – В кат.: Оттепель. ГТГ. М., 2017.
- Искусство послевоенных десятилетий. – В кн.: Лицом к будущему. Искусство Европы 1945-1968.М., ГМИИ им.А.С.Пушкинаю. 2017.
- Владимир Лебедев. Женский образ. Право на личное. В кат.: Владимир Лебедев. Женский образ.  Галерея «Петербург» - «Ленинград-Центр».СПБ.,2017.
- Семидесятые. –В кн. «Семидесятые». К 40-летию ЦВЗ «Манеж».СПБ.,2017.
- «Непокоренные» - между позицией и адресом. В кат.: открытая студия «Непокоренные». Московский музей современного искусства. М.. 2017.
- Карандашисты и КОЛХУИсты. – В кат.: В одном отверстии палитры. Карандаш боевой и осиновый. Д.К.Громов. Свиное рыло. СПб.. 2018.
- Андрей Волков. В кат.: Андрей Волков. ГРМ., Palace Editions. 2018.
- Sean Scully. In: Sean Scully. Uninsideout. Blain –Southern, London. 2018.
- Современный стиль.- В кн.: В поисках современного стиля. Ленинградский опыт. Вторая половина 1950-х – середина 1960-х годов. СПБ. ГРМ, Palace Editions.2018.
- Гротеск в искусстве. В кн.: «Радикальная текучесть. Гротеск в искусстве». СПБ. Музей искусства Санкт-Петербурга XX-XXI веков. 2018.
- Художник сознания ( Кабаковы) ДИ №5-2018.
- Неономады и автохтоны. В кн.: Андрей Есионов.Неономады и автохтоны. Акварели.  К выставке в Академии искусств и дизайна, Флоренция. Edizioni Polistampa. 2019.
- Between Genre and Chronicle. In : Tatyana  Nazarenko. Zurich- Moscow. 2019.
- Файбисович. В кат.:  Семен Файбисович. Ретроспектива. ГТГ. 2019.
- Судьба фигуративизма. В кат.: Игра в новиченто. Несоветское советское искусство 1920-1930-х. Heritage. М., 2019.
- Борис Лурье. В кат.: Борис Лурье. ГРМ., Palace Editions. 2019.
- Такой вот Копейкин. В кн.: Николай Копейкин. Т. 1. СПБ. Petronivs. 2019.
- Димакаминкер. – В кат.: Дмитрий Каминкер. Скульптура. ГРМ., Palace Editions. 2019.
- Красота: плюс-минус. В кат.: Красота:плюс-минус. ЦВЗ «Манеж», ГРМ, Свободные художники Петербурга. СПБ., 2019.
- Лихие 90-е. В кат. «Лихие 90-е. Свобода без границ». СПБ. МИСП. 2019.
- Семидесятые. – В кат.: Это было насегда.68/85. ГТГ.М., 2020.
- Искусство послевоенного десятилетия. В кат.: «После войны. 1945-56». Выставка учебных работ воспитанников Института им. И. Е. Репина.1945-56. Дек. 2014-2015. «Свободные художники. 2020.
- Приглашение к artist's book / Город как субъективность художника. Каталог. Авт. вст. ст.: Парыгин А. Б., Марков Т. А., Климова Е. Д., Боровский А. Д., Северюхин Д. Я., Григорьянц Е. И., Благодатов Н. И. — СПб.: Изд. Т. Маркова (типография НП-Принт). 2020. — 128 с.: цв. ил. — С. 22-29. (на рус. и англ. яз.) ISBN 978-5-906281-32-6
- Павел Никонов: портрет на фоне эпохи. В кат.: Никоновы. Три художника. ГТГ. М., 2020.
- Алла Урбан. В кн.: Алла Урбан. Из железа в каплю света. М.: Изд. Майер. 2020.
- «Поп-арт в России. –В кн.: Энди Уорхол и русское искусство. Artsolus Foudation. 2021.

## Колумнист журналов
- 2002–2003 — «СПБ Собака.ru»
- 2003 — «Адреса Петербурга»
- 2005–2006 — «Вещь.doc», «Загород»
- 2010 — «Артхроника»